# Marathon van Wenen 2015

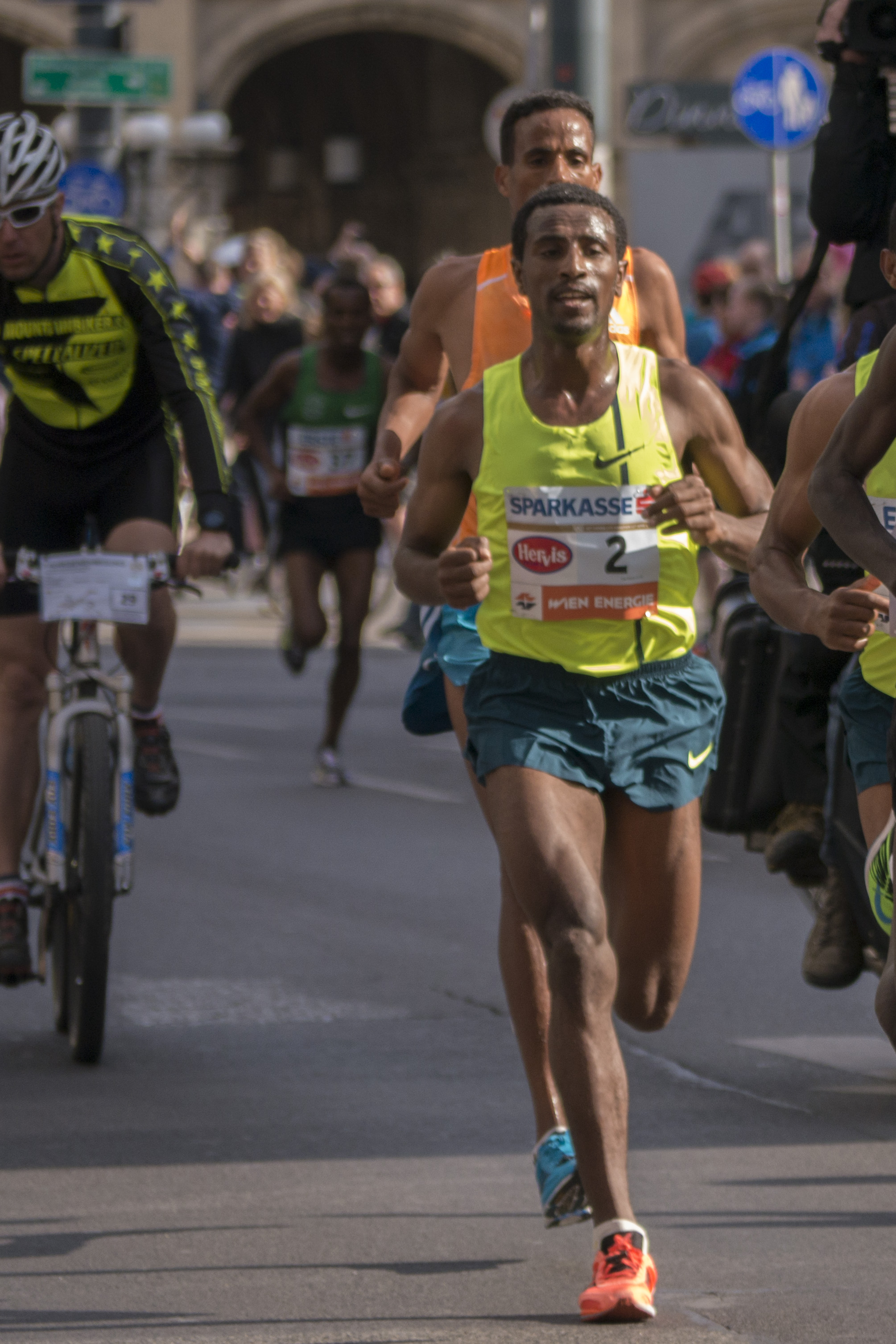
Sisay Lemma gaat aan de leiding in de wedstrijd.

De marathon in Wenen 2015 werd gehouden op zaterdag 12 april 2015	in Wenen. Het was de 32e editie van deze marathon. De wedstrijd werd gelopen onder warme omstandigheden.
Bij de mannen werd de marathon gewonnen door de Ethiopiër Sisay Lemma in 2:07.31. Hij had een voorsprong van bijna vijf minuten op zijn achtervolger Duncan Koech uit Kenia. De favoriet en winnaar van vorig jaar Getu Feleke moest na 17 km de strijd staken wegens een blessure. Bij de vrouwen won de Zwitserse Maja Neuenschwander in 2:30.09.
In totaal finishten er 5.949 marathonlopers, waarvan 4.835 mannen en 1.114 vrouwen.

## Wedstrijd
Mannen
| rang   | naam               | land | tijd    |
| ------ | ------------------ | ---- | ------- |
| Goud   | Sisay Lemma        | ETH  | 2:07.31 |
| Zilver | Duncan Koech       | KEN  | 2:12.14 |
| Brons  | Siraj Gena         | ETH  | 2:12.48 |
| 4      | Hosea Kipkemboi    | KEN  | 2:13.47 |
| 5      | Suleiman Simotwo   | KEN  | 2:14.42 |
| 6      | El-Hass Lkhainouch | FRA  | 2:14.43 |
| 7      | Beraki Beyene      | ERI  | 2:16.43 |
| 8      | Roman Prodius      | MDA  | 2:20.07 |
| 9      | Temesgen Gurmessa  | ETH  | 2:21.55 |
| 10     | Mikhail Krassilov  | KAZ  | 2:22.58 |

Vrouwen
| rang   | naam                | land | tijd    |
| ------ | ------------------- | ---- | ------- |
| Goud   | Maja Neuenschwander | SUI  | 2:30.09 |
| Zilver | Agnes Mutune        | KEN  | 2:30.19 |
| Brons  | Esther Chemtai      | KEN  | 2:30.32 |
| 4      | Caroline Chepkwony  | KEN  | 2:30.36 |
| 5      | Anna Hahner         | GER  | 2:30.50 |
| 6      | Rene Kalmer         | RSA  | 2:33.21 |
| 7      | Fate Tola           | ETH  | 2:34.43 |
| 8      | Katarina Beresova   | SVK  | 2:36.20 |
| 9      | Christine Kalmer    | RSA  | 2:39.16 |
| 10     | Noriko Higuchi      | JPN  | 2:42.05 |

1984 ·
1985 ·
1986 ·
1987 ·
1988 ·
1989 ·
1990 ·
1991 ·
1992 ·
1993 ·
1994 ·
1995 ·
1996 ·
1997 ·
1998 ·
1999 ·
2000 ·
2001 ·
2002 ·
2003 ·
2004 ·
2005 ·
2006 ·
2007 ·
2008 ·
2009 ·
2010 ·
2011 · 
2012 ·
2013 ·
2014 ·
2015 ·
2016 ·
2017 ·
2018 ·
2019 ·
2020 ·
2021 ·
2022 ·
2023 ·
2024